# Esteatorrea
L'esteatorrea és un tipus de diarrea, caracteritzada per la presència de secrecions lipídiques en la femta. La diarrea es deu a complicacions en la funció normal de sistema gastrointestinal, en el qual es nota una alta disminució de l'absorció d'aigua i electròlits en l'intestí portant al qual s'ha anomenat com a "excrements soltes". Ara bé, en l'esteatorrea es poden trobar elements corresponents a lípids que no van ser ben metabolitzats a la via digestiva, el que es pot deure a diferents anormalitats en la capacitat absortiva del tracte. Per poder diagnosticar la possible causa de l'esteatorrea, s'ha de tenir en compte que aquesta malaltia es pot deure a problemes en l'absorció o a la digestió.